# Henry Taube
Henry Taube (ur. 30 listopada 1915 w Neudorf w prowincji Saskatchewan, zm. 16 listopada 2005 w Palo Alto) – amerykański chemik pochodzenia kanadyjskiego, laureat Nagrody Nobla w dziedzinie chemii w 1983 za prace nad mechanizmami reakcji chemicznych zachodzących z przeniesieniem ładunku elektrycznego, szczególnie w związkach koordynacyjnych.
Jego główne badania dotyczyły reakcji redoks, które występują w wielu procesach, np. fotosynteza w roślinach, procesy oddychania, procesy przemysłowe (spalanie) czy w elektrochemii. Jego prace dotyczyły w szczególności związków koordynacyjnych, gdzie jeden atom metalu jest otoczony przez pewną liczbę innych atomów lub grup funkcyjnych (tzw. ligandy).
Od 1962 r. był profesorem Uniwersytetu Stanforda. Członek National Academy of Sciences (1959), laureat National Medal of Science i Medalu Priestleya (1985).
Zajmował się badaniami struktury i stabilności solwatów, głównie hydratów. Za badania mechanizmu przenoszenia elektronów w reakcjach redoks, zwłaszcza w związkach koordynacyjnych otrzymał w 1983 Nagrodę Nobla.
Jego syn, Karl Taube, jest mezoamerykanistą, archeologiem i etnohistorykiem.

## Odznaczenia i nagrody
- National Medal of Science (1976, Stany Zjednoczone)
- Nagroda Nobla (1983)
- Krzyż Wielki Narodowego Orderu Zasługi dla Nauki (1994, Brazylia)[5]